# Lubomír Suk
Lubomír Suk (* 6. září 1960 Planá) je český politik, počátkem 21. století poslanec Parlamentu ČR za Karlovarský kraj, člen ODS.

## Vzdělání, profese a rodina
Na SOU v Meziboří se vyučil elektromechanikem sdělovacích a zabezpečovacích zařízení. V letech 1978 - 1995 pracoval v hnědouhelném Lomu Jiří na Sokolovsku. V 90. letech dálkově vystudoval obchodní akademii. Od roku 1995 pracoval jako obchodní zástupce.
Je ženatý, s manželkou Irenou má dvě dcery Michaelu a Irenu a syna Antonína.

## Politická kariéra
V roce 1989 vstoupil do Občanského fóra, roku 1991 se stal členem ODS.
V letech 1990–2010 zasedal v zastupitelstvu města Chodov. Zvolen sem byl v komunálních volbách roku 1994, komunálních volbách roku 1998, komunálních volbách roku 2002 a komunálních volbách roku 2006. Profesně se k roku 1998 uvádí jako obchodně-technický pracovník, v roce 2002 a 2006 coby poslanec.
V krajských volbách roku 2000 byl zvolen do Zastupitelstva Karlovarského kraje za ODS.
Ve volbách v roce 2002 byl zvolen do poslanecké sněmovny za ODS (volební obvod Karlovarský kraj). Byl členem sněmovního výboru pro veřejnou správu, regionální rozvoj a životní prostředí. Mandát obhájil ve volbách v roce 2006. Byl členem hospodářského výboru a petičního výboru. Ve sněmovně setrval do voleb v roce 2010. Ve volbách 2010 svůj mandát neobhájil kvůli tzv. kroužkování.